# Рауш, Константин Михайлович
Константин Михайлович Рауш (17.08.1888, Вильно — 30.01.1977) — российский и советский шахматист, театральный режиссёр и актер. Заслуженный артист Казахской ССР (1939). Вице-чемпион Казахстана по шахматам (1948).

## Биография
Родился в семье из остзейских баронов фон Траубенберг в Литве. Впоследствии семья переехала в Гродно (нынешняя Белоруссия). Окончил реальное училище и поступил на юридический факультет Петербургского университета. Начал посещать Шахматное собрание (тогдашнее название шахматного клуба) в Петербурге, участвовал в шахматном жизни города, занял 2 место в чемпионате университета, выиграл матч у князя Дмитрия Семеновича Урусова. Также серьезно увлекался искусством, брал уроки мастерства у актёра Владимира Николаевича Давыдова, участвовал в студенческих протестах, за что и был исключен из университета. Среди знакомых шахматиста были будущий чемпион мира по шахматам Александр Алехин и композитор Сергей Прокофьев. В 1910—1911 годах провел 2 товарищеских матча — победил Сергея Николаевича Фреймана и уступил Григорию Яковлевичу Левенфишу. В 1912 году занял 3 место на Всероссийском турнире любителей в городе Либава (Лиепая), где выступали сильнейшие шахматисты-любители Российской империи, уступив первыми двумя местами известным в будущем Карелу Громадка и Ефиму Боголюбову.
В 1914 году мобилизован, прошёл ускоренный курс в Павловском военном училище, откуда отправлен в Московский гвардейский полк. Участвовал в Первой мировой войне, воевал на Полесье. После октябрьского переворота служил в Красной армии, демобилизован в 1922 году. С 1920-х годов работал в театральной сфере, 1922 года направлен в Славянск в Донбассе, где вместе с женой Зинаидой Горевой руководил местным странствующим театром. В 1928 году вернулся в Ленинград, где работал в театре и выступал в шахматных соревнованиях. В 1937 году разделил с Григорием Ионовичем Равинским 1-2 места во Всесоюзном чемпионате ДСО «Искусство».
С 1937 года руководил Карагандинским областным русским драматическим театром. Где он значительно расширил репертуар. Добавились произведения Бернарда Шоу, Ж. Б. Мольера, Л. Толстого, Пьера Бомарше, впервые в Казахстане поставил «Отелло» и «Гамлет». Позднее работал в Карагандинском драматическом театре им. Станиславского режиссёром и актёром. Всего поставил более 80 спектаклей. В 1940 году получил звание Заслуженный артист Казахской ССР вместе с женой Зинаидой Горевой, которая помогала руководить театром. Лауреат государственной премии. 
Вице-чемпион Казахской ССР по шахматам (1948), многократный призёр чемпионатов Караганды. Автор идеи, которая отрицала вариант гроссмейстера Пауля Кереса в королевском гамбите. К. М. Рауш имел двух сыновей — Раждена (1921 г. р., от Милюковой З. В.) и Алексея (1956 г. р., от Барановой И. В.). Несмотря на почтенный возраст до последних лет жизни выступал в шахматных турнирах, в том числе, по переписке, занимая высокие места (см. статьи в газетах «Индустриальная Караганда» за 70-е годы — «Приверженец шахматной каиссы», «Красный барон» и др.).